# لی هی جون
این یک نام کره‌ای است؛ نام خانوادگی لی است.
لی هی-جون (به انگلیسی: Lee Hee-joon؛ به کره‌ای: 이희준، زادهٔ ۲۹ ژوئن ۱۹۷۹) بازیگر اهل کره جنوبی است. از فیلم‌ها یا مجموعه‌هایی که وی در آن‌ها ایفای نقش کرده‌است می‌توان به خانواده جدید و موش اشاره کرد.

## فیلم‌شناسی

### فیلم
- بوگوتا: شهر گمشده (TBA)[۳][۴] - سو-یونگ

### مجموعه‌های تلویزیونی
| سال  | عنوان                                  | نقش                          | شبکه     | منابع  |
| ---- | -------------------------------------- | ---------------------------- | -------- | ------ |
| ۲۰۰۷ | هرچه بادا باد                          | بیت پارت، قسمت ۴             | ام‌بی‌سی   |        |
| ۲۰۰۸ | جرم فصل ۲                              |                              | درامااکس |        |
| ۲۰۱۰ | درام ویژه - «بسیاری از اتفاقات افتضاح» | شماره ۱                      | کی‌بی‌اس۲  |        |
| ۲۰۱۰ | درام ویژه - «تگزاس هیت»                | مین-سوک                      | کی‌بی‌اس۲  |        |
| ۲۰۱۱ | سریال درام ویژه - «جاسوس عالی»         | لی سانگ-جون                  | کی‌بی‌اس۲  |        |
| ۲۰۱۱ | درام ویژه - «کارخانه کوپید»            | یو سو-جون                    | کی‌بی‌اس۲  |        |
| ۲۰۱۱ | درام ویژه - «جنایتکاران یکسان»         | جونگ جونگ-دو                 | کی‌بی‌اس۲  |        |
| ۲۰۱۱ | مرد شاهزاده خانم                       | گونگ چیل-گو                  | کی‌بی‌اس۲  |        |
| ۲۰۱۲ | درام ویژه - «گزارش اکولوژی تالاب‌ها»    |                              | کی‌بی‌اس۲  |        |
| ۲۰۱۲ | عشق وحشی                               | گو جه-هیو                    | کی‌بی‌اس۲  |        |
| ۲۰۱۲ | خانواده جدید                           | چون جه-یونگ                  | کی‌بی‌اس۲  |        |
| ۲۰۱۲ | جون ووچی                               | کانگ ریم                     | کی‌بی‌اس۲  |        |
| ۲۰۱۳ | ملکه اداره                             | مو جونگ-هان                  | کی‌بی‌اس۲  |        |
| ۲۰۱۴ | دزد قلب                                | کیم چانگ-مان                 | جی‌تی‌بی‌سی | [ ۵ ]  |
| ۲۰۱۶ | افسانه دریای آبی                       | جو نام-دو                    | اس‌بی‌اس   | [ ۶ ]  |
| ۲۰۱۷ | آخرین شکوفه                            | این-چول                      | تی‌وی‌ان   |        |
| ۲۰۱۸ | دراما استیج - بازی نشد                 | جو سونگ-ووک                  | تی‌وی‌ان   |        |
| ۲۰۱۸ | معشوقه                                 | سونگ-جون                     | اوسی‌ان   | [ ۷ ]  |
| ۲۰۲۱ | وینچنزو                                | سارق بی‌نام #۲ (حضور افتخاری) | تی‌وی‌ان   | [ ۸ ]  |
| ۲۰۲۱ | موش                                    | گو مو-چی                     | تی‌وی‌ان   | [ ۹ ]  |
| ۲۰۲۱ | کیمرا                                  | لی جونگ-یوب                  | اوسی‌ان   | [ ۱۰ ] |
| ن/م  | وقتی روز به پایان می‌رسد                |                              | جی‌تی‌بی‌سی | [ ۱۱ ] |